# 鐵山郡
鐵山郡（朝鲜语：／ Chŏlsan gun */?）是朝鮮民主主義人民共和國平安北道的一個郡，位於该道西部沿海鐵山半島上，東、西、南為西朝鮮灣。南有盤城列島。面積361.4平方公里。1952年自鹽州郡和東林郡各分出土地組成。下分一邑、二十八里。西海衛星發射基地位於鐵山郡。